# Université de Wurtzbourg

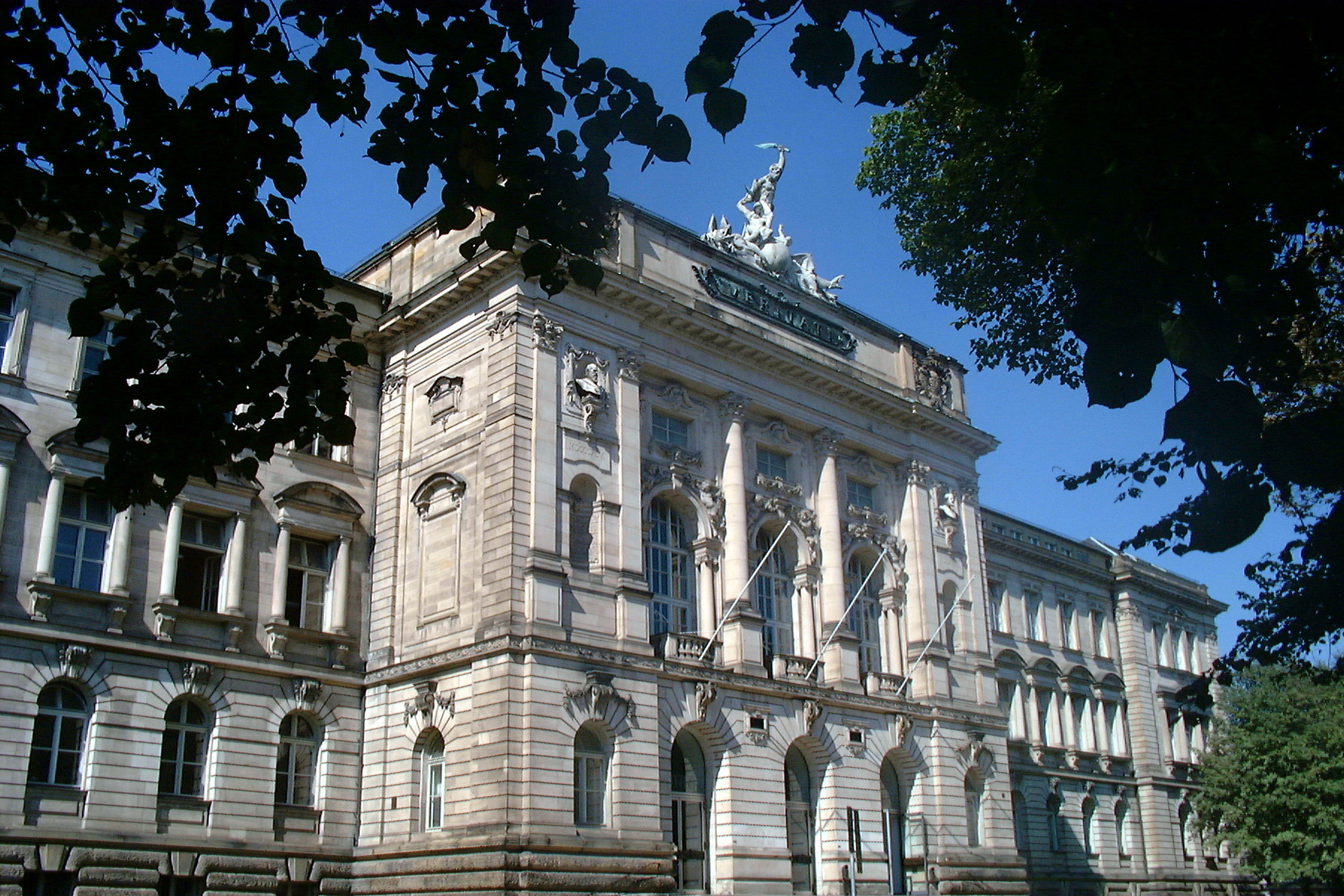
Bâtiment principal moderne de l'université de Wurtzbourg (construit en 1896).

L'université de Wurtzbourg (en allemand, Julius-Maximilians-Universität Würzburg) est une université allemande située à Wurtzbourg en Bavière. En 1402, le pape Boniface IX a accordé à l'évêque de Wurtzbourg, Johann von Egloffstein, le privilège de fonder une université à Wurtzbourg. La fondation de l'université de Wurtzbourg fut la quatrième sur le territoire de l'Allemagne actuelle et est la plus ancienne fondation d'université dans la Bavière actuelle.
Cette fondation n'a toutefois pas duré longtemps. Après une longue césure, le 2 janvier 1582, le prince-évêque Julius Echter von Mespelbrunn rouvrit solennellement l'université nouvellement fondée.
C'est à lui que l'université doit le « Julius » dans le nom de l'université Julius Maximilian de Wurtzbourg, qui existe sous cette forme depuis 1803. La deuxième partie du nom vient du prince électeur bavarois et futur roi de Bavière Maximilien Ier.
L'université fut fermée le 7 avril 1944 à la suite d'une demande du Chancelier de l'époque Adolph hitler.

## Nombre d'étudiants
Au semestre d'hiver 2022/2023, 26.787 étudiants étaient inscrits, dont 16.351 femmes et 3.250  étudiants débutants en premier semestre universitaire1.

## Filières d'études
Dans cette université de plein exercice, il est possible d'étudier des filières telles que la théologie, le droit, la philosophie et la médecine. De nombreuses nouvelles filières sont venues s'ajouter à cette offre "classique", notamment la biomédecine, les matériaux fonctionnels, l'ingénierie des jeux, l'informatique aéronautique et spatiale, l'informatique et le développement durable, la communication avec les médias, les systèmes informatiques humains, la Chine moderne, la muséologie, la technique des nanostructures et la pédagogie pour les personnes malvoyantes.
Avec environ 6 424 étudiants en formation d'enseignants (semestre d'hiver 2021/22), Wurtzbourg est le plus grand site de formation d'enseignants du nord de la Bavière.
Depuis 2016, l'université bénéficie d'un soutien supplémentaire du Land de Bavière via la mise en place de filières d'élite axées sur la médecine, les sciences naturelles et l'informatique,. Actuellement[Quand ?], cinq filières d'études d'élite différentes sont soutenues par le réseau Elitenetzwerk Bayern.

## Facultés
Lors de la fondation de l'université en 1582, il y avait d'abord les facultés de théologie et de philosophie, bientôt suivies par la faculté de droit et la faculté de médecine.
La faculté de philosophie a été divisée en une section de philosophie et d'histoire et une section de sciences naturelles et de mathématiques par le décret du 29 septembre 1873, mais ce n'est qu'en 1937 qu'une faculté indépendante a été créée pour les sciences naturelles.
En 1968, une faculté de sciences économiques a été ajoutée. En 1972, la pédagogie est devenue la septième faculté.
Lors de la réforme de l'enseignement supérieur en 1974, la structure a été complètement modifiée et 13 facultés ont été créées, avant que la pédagogie ne soit dissoute en 1977 et rattachée à d'autres facultés.
Au semestre d'hiver 2007/08, les facultés ont été partiellement réorganisées : La Faculté des géosciences a été dissoute et l'Institut de géographie a été rattaché à la nouvelle Faculté de philosophie I, née de la fusion des anciennes Facultés de philosophie I et II. L'ancienne Faculté des Lettres III est devenue la Faculté des Lettres II. En 2014, cette dernière a été rebaptisée Faculté des sciences humaines sous la forme d'une nouvelle fondation. La Faculté de philosophie I est désormais simplement la Faculté de philosophie et regroupe les sciences historiques, philologiques, culturelles et géographiques.
Ainsi, l'université compte actuellement dix facultés. Elles peuvent être classées dans les domaines des sciences humaines, du droit et de l'économie, des sciences de la vie, des sciences naturelles et de la technologie.
1. Faculté de théologie catholique
2. Faculté de droit (avec l'Institut de droit notarial de l'Université de Würzburg)
3. Faculté de médecine
4. Faculté de philosophie (sciences historiques, philologiques, culturelles et géographiques)
5. Faculté des sciences humaines
6. Faculté de biologie
7. Faculté de chimie et de pharmacie
8. Faculté de mathématiques et d'informatique
9. Faculté de physique et d'astronomie
10. Faculté des sciences économiques

## Histoire

### Première fondation en 1402
L'université fut fondée à l'initiative du prince-évêque Johann von Egloffstein, lancée en 1401, sous le nom de « Hohe Schule zu Würzburg ». Il voulait transformer le « Gymnasium herbipolense » en une université avec quatre facultés et espérait ainsi couvrir les besoins en juristes et en clercs qualifiés de son domaine ainsi qu'un essor de l'économie de la ville grâce à l'arrivée de personnel enseignant et d'étudiants. Il acheta les bâtiments nécessaires à l'enseignement aux membres de son chapitre de la cathédrale.
Le 10 décembre 1402, il obtint le privilège nécessaire du pape Boniface IX, ce qui plaça Wurtzbourg dans le groupe des villes possédant les plus anciennes universités de l'espace germanophone de l'époque - Prague (1348), Vienne (1365), Heidelberg (1386), Cologne (1388) et Erfurt (1392). En ce sens, Wurtzbourg est également la plus ancienne université de Bavière. Winand von Steeg, Johannes Ambundi et Bartholomäus Fröwein comptaient parmi les enseignants de l'université.
L'enseignement fut cependant suspendu peu de temps après la mort du prince-évêque Egloffstein, et ce dès avant 1430. La raison du déclin était en premier lieu le manque de financement, car il n'était pas possible d'établir une fondation disposant de ses propres bénéfices. Le 30 novembre 1413, le recteur de l'université, Johann Zantfurt, fut assassiné par son valet de chambre ; les circonstances ne furent jamais élucidées. Le bâtiment de l'université fut acheté plus tard par Lorenz Fries. En 1427, la « Hohe Schule » n'avait pas encore été dissoute et fut mentionnée une dernière fois dans un document, mais elle était alors devenue insignifiante. C'est Frédéric de Wirsberg, prince-évêque à partir de 1558, qui avait pour la première fois réfléchi à une nouvelle construction de l'université. En raison de problèmes avec le clergé et l'administration, il n'avait cependant pas pu réaliser ses plans à ce sujet.

### De la nouvelle fondation en 1582 à 1945
Ancienne université de Wurtzbourg, « Collegium der Hochenschuel zu Würzburg » avec l'église universitaire. Gravure sur cuivre de Johann Leypolt, 1591.
Cour intérieure de l'ancienne université avec les arcades du rez-de-chaussée, à l'arrière-plan l'église de l'université.
Après la reprise de l'enseignement de certaines matières en 1551 et les premières promotions en 1567, le prince-évêque de Wurtzbourg Julius Echter von Mespelbrunn obtint, dans le cadre de la Contre-Réforme, les privilèges impériaux en 1575 et les privilèges pontificaux en 1576 pour la refondation de l'université (voir aussi Erasmus Neustetter dit Stürmer). Cette fois-ci, le financement était toutefois mieux assuré et les règles pour les étudiants étaient également plus strictes. Le 2 janvier 1582, seules les facultés de théologie et de philosophie furent rouvertes pour des raisons financières, et leurs doyens furent immédiatement nommés. Le nom de l'université était « Julius-Universität » (Academia Iulia). Le sceau de l'université ne fut créé que l'année suivante, c'est pourquoi il porte la date de 1583. Les statuts de la faculté de médecine suivirent en 1587, mais ce n'est qu'en 1593 que les professeurs étaient au complet (le premier étudiant en médecine, Georg Leyerer d'Ebersbrunn, fut cependant immatriculé dès le 2 octobre 1585).
En 1591, le bâtiment universitaire à quatre ailes commandé par Julius Echter fut achevé avec l'église correspondante (Neubaukirche), aujourd'hui appelée « Alte Universität ». Des théologiens, des juristes et des spécialistes des sciences humaines y étaient logés. La faculté de médecine s'est installée dans l'hôpital Julius. L'architecte du bâtiment avec la nouvelle église intégrée dans un angle fut presque certainement Georg Robin.
Au début, l'université n'était ouverte qu'aux étudiants de confession catholique. Avec le nouveau règlement des études édicté par le prince-évêque Friedrich Karl von Schönborn en 1734, l'université s'ouvrit également aux non-catholiques. Adam Friedrich von Seinsheim engagea également des disciples des Lumières pour la faculté de théologie à partir de 1773, l'année de la dissolution du collège jésuite de Wurtzbourg, et posa la première pierre de la nouvelle orientation de la théologie (auparavant déterminée par les jésuites) sous son successeur Franz Ludwig von Erthal et les théologiens des Lumières qui travaillaient désormais de plus en plus à Wurtzbourg. L'institution ne perdit toutefois son caractère ecclésiastique et catholique qu'au début du 19e siècle, après que Wurtzbourg fut passée sous domination bavaroise.
Le développement plus moderne des disciplines médicales commença au 18e siècle avec la création de la clinique médicale (en 1767, avec l'"interniste" et chimiste Franz Heinrich Meinolf Wilhelm comme premier directeur de la clinique à l'hôpital Julius) et de la clinique universitaire de chirurgie (sous Carl Caspar von Siebold), créée en 1769,. En 1796, le médecin et médecin de la cour Anton Müller (1755-1827) commença à travailler à l'hôpital Juliusspital de Wurtzbourg, où il devint le premier psychiatre de l'hôpital, publiant également sur sa spécialité, bien qu'il n'ait jamais fait partie de l'université Franz Heinrich Meinolf Wilhelm, qui, en tant que professeur, donna pour la première fois des cours en allemand à partir de 1785, fut celui qui pratiqua pour la première fois la chimie expérimentale à l'université de Wurtzbourg de manière attestée
Avec Carl Joseph Ringelmann et sa nomination comme professeur en 1807, la dentisterie scientifique a commencé à Wurtzbourg .
Vers 1800, quelques associations d'étudiants commencèrent à se créer à Wurtzbourg.
Pendant les guerres de coalition, l'université fut rebaptisée plusieurs fois : d'abord en « Churfürstliche Julius-Universität » (1803), « Julius Maximilians Universität » (1803/04-1805/06), « Kurfürstliche Universität zu Würzburg » (1806-1806/07), « Großherzogliche Universität zu Würzburg » (1807-1814), « Königliche Universität zu Würzburg » (1815-1838). Cela reflétait les différentes appartenances de l'université à l'électorat de Bavière, qui disparut en 1806, au grand-duché de Wurtzbourg, qui exista en tant qu'État de la confédération du Rhin jusqu'en 1814, et ensuite au royaume de Bavière.
En 1822, l'université fut dotée d'une faculté de sciences politiques.
Au semestre d'hiver 1838/39, l'université royale de Wurtzbourg fut une nouvelle fois rebaptisée « Königliche Julius-Maximilians-Universität », et deux ans plus tard, « Königlich Bayerische Julius-Maximilians-Universität ». Ce nom a perduré pendant près de 80 ans.
À partir de 1850, l'université s'est fortement développée. De nombreux nouveaux bâtiments furent construits : pour la médecine dans les environs du Juliusspital et du Pleicherwall, pour les sciences naturelles sur l'actuel Röntgenring et dans la Koellikerstraße, pour la médecine dentaire au Pleichertor (démoli en 1879) et pour la clinique psychiatrique au Schalksberg. Dans le Kollegienhaus, achevé en 1853 et premier "biocentre" moderne d'Allemagne, on enseignait et faisait des recherches sur des matières médicales fondamentales.
Le premier professeur ordinaire d'ophtalmologie, nommé par le roi de Bavière, fut Robert Ritter von Welz, un élève d'Albrecht von Graefe, en 1866. En 1857, le médecin, qui enseignait l'ophtalmologie et la médecine dentaire à Wurtzbourg depuis 1850, avait ouvert une clinique ophtalmologique privée dans l'ancien Gebärhaus, fondé en 1805 en tant que première maternité de Wurtzbourg et centre de formation pour sages-femmes et obstétriciens (en 1857, sous Friedrich Wilhelm Scanzoni von Lichtenfels, il déménagea dans un nouveau bâtiment dans la Klinikstraße 8, à partir de 1938, la policlinique médicale reliée à la Welzhaus par un couloir au premier étage), d'Adam Elias von Siebold dans la Klinikstraße 6 comme premier établissement ophtalmologique de Wurtzbourg (et ouvert le 4. janvier 1858), qui devint ensuite la première clinique ophtalmologique universitaire de Wurtzbourg par donation de la fondation Welzschen Marienstiftung pour les malades des yeux pauvres, conformément au testament de Welz en 1878.
Robert von Welz fut en outre, en tant qu'assistant du chirurgien Cajetan von Textor, l'un des pionniers de l'anesthésie à l'éther dans les pays germanophones, pour laquelle il développa un appareil d'inhalation et rédigea, après des essais effectués par lui-même et par des tiers durant l'hiver 1846/47, la première publication sur l'anesthésiologie moderne à Wurtzbourg,.
Le 20 décembre 1857, l'université a été autorisée à créer un séminaire d'histoire avec Franz Xaver Wegele comme directeur.
Au semestre d'hiver 1876/77, le nombre d'étudiants à l'université de Wurtzbourg dépassa pour la première fois la barre des 1000. En 1888, l'université, dont la faculté de médecine était l'une des plus importantes après Vienne et Prague de 1850 à 1880, se dota de son propre institut de pharmacie.
Un nouveau bâtiment principal fut inauguré le 28 octobre 1896 sur le Sanderring sous le nom de Neue Universität (dont la construction débuta en 1892); il est encore aujourd'hui le siège de la direction de l'université.
Le 3 juin 1896, Marcella O'Grady Boveri fut la première femme à être admise comme auditrice à la faculté de médecine de Wurtzbourg. La première femme à obtenir son habilitation à l'université de Wurtzbourg fut la psychologue Maria Schorn en 1929.
Une nouvelle clinique ophtalmologique a été ouverte en 1901 au  Röntgenring12, au-dessus du portail de laquelle est sculpté le portrait de Welz. La Welzhaus de la Klinikstraße 6 fut ensuite rattachée à la clinique pour femmes de la Klinikstraße 8, qui y existait jusqu'en 1934, et reliée à celle-ci par un couloir au premier étage, qui fut détruit pendant la Seconde Guerre mondiale et reconstruit en 1974. La Welzhaus elle-même avait été reconstruite en 1953/1954 après les destructions du 16 mars 1945, en utilisant la façade extérieure. Elle abrita l'Institut de mathématiques jusqu'en 1974, avant que le bâtiment ne soit rattaché à la polyclinique médicale
L'attribution du prix Nobel entre 1901 et 1911 à cinq chercheurs de Wurtzbourg, dont la nomination était principalement due au mathématicien Friedrich Prym (doyen et recteur), a contribué à donner à l'université de Wurtzbourg une importance internationale, notamment à la faculté de philosophie.
Après la fin de la monarchie en Bavière à la suite de la révolution de novembre 1918/19, l'université perdit également son prédicat de « royale bavaroise » et reçut son nom actuel : « Université Julius-Maximilian ».
La faculté de médecine se sépara du Juliusspital et déménagea en 1921 à la périphérie de la ville de l'époque dans le nouvel hôpital universitaire de Wurtzbourg et fut nommé « Luitpoldkrankenhaus ». L'hôpital public Luitpoldkrankenhaus fut solennellement remis le 2 novembre 1921 et les différentes cliniques furent ensuite occupées au cours d'une année. Au semestre d'été, le pourcentage d'étudiants inscrits en médecine était de 60%.
Entre 1933 et 1945, l'université de Wurtzbourg a retiré le titre de docteur à 184 scientifiques. Ce sont surtout les scientifiques d'origine juive qui ont été ainsi dégradés. Après avoir fait le point sur ces événements en 2010, l'université a réhabilité ces personnes à titre posthume lors d'une cérémonie publique fin mai 2011.
Sous la direction de son directeur Carl Joseph Gauss, la clinique gynécologique de l'université et l'école de sages-femmes qui lui était rattachée ont déménagé en 1934 de la Welzhaus dans la Klinikstraße vers le quartier de Grombühl.
Dans la Welzhaus susmentionnée, située dans la Klinikstraße 6, l'Institut des sciences de l'hérédité et de la recherche raciale fut installé en novembre 1938 et inauguré en mai 1939.

### Après-guerre
Après la Seconde Guerre mondiale, c'est d'abord la faculté de théologie qui a commencé à fonctionner le 1er octobre 1945, puis la faculté de médecine (doyen : Jürg Zutt) a été officiellement rouverte lors de la séance constitutive de la faculté le 11 janvier 1947 et a recommencé à dispenser des cours au semestre d'hiver 1946/47. Le 12 mars 1947 eut lieu la cérémonie de réouverture de l'université.
Selon un rapport du recteur Josef Martin (philologue), le gouvernement militaire avait licencié 123 des 150 professeurs en activité avant 1945 et n'en avait autorisé que 27 à enseigner à nouveau à l'université.
En 1955, Julius Büdel créa, à partir de l'ancien Institut de recherche sur l'Amérique de l'Institut de géographie, le département Institut de recherche sur l'Afrique, dont les racines remontent à 1923. C'est surtout grâce aux résultats des voyages de recherche de Büdel et de Horst Mensching que Wurtzbourg est devenu un centre important de recherche géographique sur l'Afrique jusqu'à la fin des années 1970.
Le 11 mai 1965, l'université a posé la première pierre du terrain de 111 hectares à Hubland, sur une colline à l'est de Wurtzbourg, acheté par l'État libre de Bavière à la ville de Wurtzbourg en vue de son extension en 1962, alors que plus de 6 000 étudiants étaient déjà inscrits à l'Alma Julia. De nombreux nouveaux bâtiments y ont été construits au cours des années suivantes, dont le centre de chimie (de 1965 à 1972, les locaux pour la chimie organique, la pharmacie et la chimie alimentaire, la chimie inorganique et un bâtiment central ont été construits), le bâtiment de philosophie, la bibliothèque universitaire, le biocentre (1992), des installations sportives (ainsi le nouveau centre sportif inauguré en 1977 dans la Mergentheimer Straße), la physique, les mathématiques et l'informatique, le centre de calcul, un nouveau restaurant universitaire et des résidences universitaires. En 2011, le bâtiment central d'amphithéâtres et de séminaires Z6 a été mis en service sur le campus du Hubland pour toutes les facultés, ainsi qu'un nouveau bâtiment de stage pour les sciences naturelles.
À partir de la clinique de chirurgie existante et dirigée par Ernst Kern, de nouvelles disciplines, départements et cliniques se sont développés vers 1970 : Sous Hubert Frohmüller en 1970, la clinique universitaire d'urologie, sous le professeur extraordinaire H. J. Viereck en 1978, le service de chirurgie thoracique spéciale, sous le professeur extraordinaire G. Viehweger en 1978, celui de radiodiagnostic chirurgical et sous le professeur extraordinaire D. Wiebecke en 1978, le service de médecine transfusionnelle et d'immunohématologie. juin 1969, la première chaire bavaroise d'anesthésiologie, dirigée par son professeur titulaire Karl-Heinz Weis (* 1927), qui dirigeait déjà le service d'anesthésie depuis 1966 sous le prédécesseur de Kern, Wachsmuth, et qui donna sa conférence inaugurale en février, en même temps qu'Ernst Kern. La chaire initiale de science de l'hérédité et de recherche sur la race, reprise par Gebsattel, fut rebaptisée en 1965 en chaire de psychologie médicale et de psychothérapie et fut occupée en 1968 par Dieter Wyss. En 1979, Holger Höhn a été nommé à l'Institut de génétique humaine issu de cette chaire,. En 1978, l'Institut de radiodiagnostic a été créé au sein de la clinique médicale et le professeur extraordinaire H. Braun.
En 1973, plus de 10 000 étudiants étaient inscrits à l'université de Wurtzbourg et l'ancien conservatoire est devenu une école de musique. La bibliothèque universitaire de Wurtzbourg a emménagé dans son nouveau bâtiment Am Hubland en 1981.
Le 31 janvier 1983, un attentat avec des boissons empoisonnées a été perpétré à l'université. Les boissons, mélangées à du sulfate de thallium (I), ont été installées devant un auditoire et accompagnées d'une note indiquant qu'il s'agissait des restes d'une fête de carnaval et qu'elles seraient ainsi offertes aux étudiants de première année. L'étudiant en médecine Robert A. est mort des suites de l'empoisonnement, onze autres ont dû être hospitalisés ; l'étudiant en droit Peter S. a gardé des séquelles permanentes. L'auteur n'a pas pu être identifié
Le 12 avril 2011, l'université a inauguré son nouveau campus nord, juste à côté du campus Hubland : 39 hectares supplémentaires offrent de l'espace pour le développement futur de l'université. Le campus nord abritait autrefois une base militaire des États-Unis (Leighton Barracks). Après le départ des Américains en janvier 2009, l'université a eu l'opportunité d'utiliser une partie de l'ancienne caserne pour elle-même. Cette transformation d'un site militaire en site civil, appelée conversion, s'est déroulée très rapidement à Wurtzbourg. En 2014, la Mensateria a été inaugurée.

## Université et ville
- Aujourd'hui, environ 28 000 étudiants y sont inscrits à l'université. À cela s'ajoutent plus de 8 600 étudiants de l’École supérieure de sciences appliquées Würzburg-Schweinfurt, fondée le 1er août 1971[85], et environ 750 étudiants de l’École supérieure de musique’. D'un point de vue statistique, un habitant de Wurtzbourg sur quatre est donc en même temps étudiant.
- Avec un total de plus de 10 000 employés, l'université et son centre hospitalier comptent parmi les plus gros employeurs de la région.
- En raison de la croissance historique, les instituts et les cliniques de l'université Julius Maximilian sont répartis dans toute la ville. Les établissements se trouvent entre autres aux endroits suivants :
- Dallenberg (botanique avec jardin botanique, biologie pharmaceutique),
- Grombühl (médecine, cliniques universitaires, centre Rudolf Virchow, centre de recherche sur les infections),
- Am Hubland avec le campus sud et le campus nord (sur le site des anciennes Leighton-Barracks) (bibliothèque universitaire, centre de calcul, biocentre, philologie allemande, philologie anglaise, philologie romane, histoire, histoire de l'art, chimie, pharmacie, chimie alimentaire, physique, laboratoire de nanostructure, astronomie, géographie, géologie, musée minéralogique, mathématiques, informatique, certaines parties de la pédagogie, nouveau centre sportif, hall de robotique),
- Wittelsbacherplatz (sociologie, sciences politiques, pédagogie, éducation spécialisée),
- Neue Universität am Sanderring (direction de l'université, sciences économiques),
- Residenz (philologie ancienne, égyptologie, études orientales, philosophie, histoire ancienne, préhistoire et protohistoire, archéologie classique),
- Domerschulstraße : ancienne université (droit) et bâtiment Domerschulstraße 13 (Institut de recherche musicale),
- Bibrastraße 14 (théologie catholique)[44].
- Centre-ville et Pleich (médecine dentaire, cliniques dentaires, buccales et maxillaires de la clinique universitaire de Wurtzbourg),
- Röntgenring (jusqu'en 1909 "Pleicher Ring" ; anatomie, physiologie, psychologie, technologie chimique de la synthèse des matériaux),
- Versbacher Straße (pharmacologie, toxicologie, virologie, immunobiologie, radiologie médicale).
- Judenbühlweg (centre sportif)

## Institutions scientifiques
- Institutions scientifiques
- Centre allemand de l'insuffisance cardiaque (DZHI)
- Institut d'études universitaires (IfH)
- Centre Adolf Würth pour l'histoire de la psychologie (AWZ)
- Musée minéralogique de Wurtzbourg
- Institut de biologie moléculaire des infections (IMIB)
- Musée Martin von Wagner
- Centre Rudolf Virchow (RVZ)
- Institut Theodor Boveri pour les sciences de la vie
- Centre de médecine moléculaire expérimentale (ZEMM)
- Centre de recherche sur les infections (ZINF)
- Institut Helmholtz pour la recherche infectieuse basée sur l'ARN (HIRI)
- Groupe de recherche Max-Planck en immunologie systémique
- Centre bavarois de recherche énergétique appliquée (ZAE)
- Banque de données et biomatériaux interdisciplinaires de Wurtzbourg(ibdw)
- Auditoire des sciences naturelles
- Bibliothèque universitaire
- Centre de médecine opératoire

## Critique
La direction de l'université fait du sponsoring de nom pour ses auditoires ; il y a un « auditoire Caisse d’Épargne », un « auditoire Brose » et un « auditoire AOK »,. L'association des étudiants a critiqué à ce sujet le fait que l'université risque de devenir dépendante de ses sponsors, car l'État se retient de rénover les auditoires.

## Autres
- Dans la tour de la Neubaukirche (aula de l'université), qui avec ses 91 mètres est le plus haut clocher de la ville, se trouve l'un des quatre carillons de Bavière. Des concerts publics (d'une durée d'environ 30 minutes) y sont joués tous les mercredis à 17h30 entre Pâques et Noël.
- En mars 2016, la JMU a été la première université de Bavière à recevoir le label « Bayern libre de barrières ». Cette distinction a été attribuée pour l'élimination des barrières architecturales, en particulier dans les nouveaux bâtiments, et pour la création du centre d'information pour les personnes handicapées et atteintes de maladies chroniques (KIS), qui a eu lieu dès 2008[50],[51].
- Le 7 janvier 2019, le portail en ligne WueStudy[52] de l'université de Würzburg a été lancé après plusieurs tentatives infructueuses. Il remplace le portail précédent sb@home et fonctionne à l'aide du logiciel HISinOne, développé par le système d'information universitaire.

## Recherche médicale
En 2015, des chercheurs de l'Université, travaillant sur la tumeur de Wilms, ont montré que des mutations ont été retrouvées sur les gènes Drosha (en) et DGCR8 (en). Ces gènes, lorsqu'ils présentent des anomalies, désactivent partiellement les mécanismes moléculaires chargés de la formation des micro-ARN. Ceux-ci assurent la régulation de l'ARN messager et sont capables par conséquent de reprogrammer complètement les cellules.

## Personnalités liées à l'université
Au total, 14 lauréats du prix Nobel ont fait de la recherche et enseigné à l'université de Würzburg - du moins pendant un certain temps. En outre, la JMU a produit 11 lauréats du prix Leibniz. Le Conseil européen de la recherche ERC a attribué 38 de ses prestigieuses ERC Grants à des chercheurs de la JMU.

### Étudiants
- Jean-Marc Ayrault
- Franz Bracht
- Klara Döpel
- Theodor Escherich[57]
- Jakob Heine
- Magdalena Jakober
- Jakob Laub
- Ulrike Müßig
- Georg Christoph Neller
- Andrea Pfeifer
- Adolf Pernwerth von Bärnstein
- Leo Trepp
- Johann Zahn